# Claes-Ingvar Lagerkvist
Claes-Ingvar Lagerkvist (Nässjö, 17. studenoga 1944.), švedski astronom i otkrivatelj kometa i asteroida.

## Životopis
Rodio se 1944. godine. Radi na Uppsalskom astronomskom opservatoriju. Poznat je po radovima o oblicima i osobinama rotacije malih planeta. Otkrio je nekoliko periodičnih kometa, uključujući P/1996 R2 Lagerkvist (nema još službenu numeraciju jer je samo jedan put uočena) i 308P/Lagerkvist-Carsenty.
Također je otkrio brojne asteroide, uključujući trojanca 377321996 TY. Asteroid (2875) Lagerkvist koji je 11. veljače 1983. otkrio Edward L. G. Bowell s projekta LONEOS-a imenovan je Lagerkvistu u čast. 
| (2114) Wallenquist      | 19. travnja 1976.   |
| (2191) Uppsala          | 6. kolovoza 1977.   |
| (2274) Ehrsson          | 2. ožujka 1976.     |
| (2589) Daniel           | 22. kolovoza 1979.  |
| (2694) Pino Torinese    | 22. kolovoza 1979.  |
| (2744) Birgitta         | 4. rujna 1975.      |
| (2902) Westerlund       | 16. ožujka 1980.    |
| (3005) Pervictoralex    | 22. kolovoza 1979.  |
| (3250) Martebo          | 6. ožujka 1979.     |
| (3331) Kvistaberg       | 22. kolovoza 1979.  |
| (3573) Holmberg         | 16. kolovoza 1982.  |
| (3634) Iwan             | 16. ožujka 1980.    |
| (4050) Mebailey[1]      | 20. rujna 1976.     |
| (4169) Celsius          | 16. ožujka 1980.    |
| (4254) Kamél            | 24. listopada 1985. |
| (4310) Strömholm        | 2. rujna 1978.      |
| (4593) Reipurth         | 16. ožujka 1980.    |
| (4985) Fitzsimmons      | 23. kolovoza 1979.  |
| (5080) Oja              | 2. ožujka 1976.     |
| (5088) Tancredi         | 22. kolovoza 1979.  |
| (5498) Gustafsson       | 16. ožujka 1980.    |
| (5934) Mats[1]          | 20. rujna 1976.     |
| (5937) Lodén            | 11. prosinca 1979.  |
| (5938) Keller           | 16. ožujka 1980.    |
| (6150) Neukum           | 16. ožujka 1980.    |
| (6686) Hernius          | 22. kolovoza 1979.  |
| (6687) Lahulla          | 16. ožujka 1980.    |
| (6771) Foerster         | 9. ožujka 1986      |
| (6945) Dahlgren         | 16. ožujka 1980     |
| (7047) Lundström        | 2. rujna 1978       |
| (7078) Unojönsson       | 17. listopada 1985  |
| (7217) Dacke            | 22. kolovoza 1979   |
| (7360) Moberg           | 30. siječnja 1996   |
| (7545) Smaklösa         | 28. srpnja 1978     |
| (7548) Engström         | 16. ožujka 1980     |
| (7813) Anderserikson    | 16. listopada 1985  |
| (7857) Lagerros         | 22. kolovoza 1978   |
| (7983) Festin           | 16. ožujka 1980     |
| (8534) Knutsson         | 17. ožujka 1993     |
| (8535) Pellesvanslös    | 21. ožujka 1993     |
| (8536) Måns             | 21. ožujka 1993     |
| (8537) Billochbull      | 21. ožujka 1993     |
| (8538) Gammelmaja       | 21. ožujka 1993     |
| (8539) Laban            | 19. ožujka 1993     |
| (8616) Fogelquist       | 16. ožujka 1980     |
| (8786) Belskaya         | 2. rujna 1978       |
| (8793) Thomasmüller     | 22. kolovoza 1979   |
| (9265) Ekman            | 2. rujna 1978       |
| (9266) Holger           | 2. rujna 1978       |
| (9267) Lokrume          | 2. rujna 1978       |
| (9273) Schloerb         | 22. kolovoza 1979   |
| (9274) Amylovell        | 16. ožujka 1980     |
| (9275) Persson          | 16. ožujka 1980     |
| (9521) Martinhoffmann   | 16. ožujka 1980     |
| (9720) Ulfbirgitta      | 16. ožujka 1980     |
| (9831) Simongreen       | 22. kolovoza 1979   |
| (9919) Undset           | 22. kolovoza 1979   |
| (10013) Stenholm        | 2. rujna 1978       |
| (10021) Henja           | 22. kolovoza 1979   |
| (10025) Rauer           | 16. ožujka 1980     |
| (10265) Gunnarsson      | 2. rujna 1978       |
| (10270) Skoglöv         | 16. ožujka 1980     |
| (10285) Renémichelsen   | 17. kolovoza 1982   |
| (10455) Donnison        | 9. srpnja 1978      |
| (10458) Sfranke         | 2. rujna 1978       |
| (10997) Gahm            | 2. rujna 1978       |
| (11004) Stenmark        | 16. ožujka 1980     |
| (11013) Kullander       | 16. kolovoza 1982   |
| (11256) Fuglesang       | 2. rujna 1978       |
| (11449) Stephwerner     | 22. kolovoza 1979   |
| (11450) Shearer         | 22. kolovoza 1979   |
| (11451) Aarongolden     | 22. kolovoza 1979   |
| (11795) Fredrikbruhn    | 22. kolovoza 1979   |
| (11797) Warell          | 16. ožujka 1980     |
| (11798) Davidsson       | 16. ožujka 1980     |
| (12197) Jan-Otto        | 16. ožujka 1980     |
| (12229) Paulsson        | 17. listopada 1985  |
| (12663) Björkegren      | 2. rujna 1978       |
| (12671) Thörnqvist      | 16. ožujka 1980     |
| (12672) Nygårdh         | 16. ožujka 1980     |
| (12673) Kiselman        | 16. ožujka 1980     |
| (12984) Lowry           | 22. kolovoza 1979   |
| (13908) Wölbern         | 2. rujna 1978       |
| (13911) Stempels        | 22. kolovoza 1979   |
| 139121979 QA            | 22. kolovoza 1979   |
| (14327) Lemke           | 16. ožujka 1980     |
| (14348) Cumming         | 20. listopada 1985  |
| 156741978 RR            | 2. rujna 1978       |
| 163671980 FS            | 16. ožujka 1980     |
| (16707) Norman          | 19. kolovoza 1995   |
| 173681979 QV            | 22. kolovoza 1979   |
| (17369) Eremeeva        | 22. kolovoza 1979   |
| 18302Körner             | 16. ožujka 1980     |
| 18632Danielsson         | 28. veljače 1998    |
| 19084Eilestam           | 2. rujna 1978       |
| (19918) 1977 PB         | 6. kolovoza 1977    |
| 199251979 QD            | 22. kolovoza 1979   |
| 199271980 FM            | 16. ožujka 1980     |
| 199591985 UJ            | 17. listopada 1985  |
| 20426Fridlund           | 13. studenoga 1998  |
| 204271998 VX            | 13. studenoga 1998  |
| 222511978 RT            | 2. rujna 1978       |
| 234181979 QM            | 22. kolovoza 1979   |
| 234191980 FQ            | 16. ožujka 1980.    |
| 246101978 RA            | 2. rujna 1978.      |
| 246241980 FH            | 16. ožujka 1980.    |
| 267981979 QG            | 22. kolovoza 1979.  |
| 276721980 FA            | 16. ožujka 1980.    |
| 291301986 EA            | 9. ožujka 1986.     |
| 307231978 RU            | 2. rujna 1978.      |
| 307281979 QD            | 22. kolovoza 1979.  |
| 350081980 FZ            | 16. ožujka 1980.    |
| 375341980 FL            | 16. ožujka 1980.    |
| 377171996 RQ            | 11. rujna 1996.     |
| 377321996 TY            | 10. listopada 1996. |
| 394651978 RW            | 2. rujna 1978.      |
| 394661978 RX            | 2. rujna 1978.      |
| 394671978 RA            | 2. rujna 1978.      |
| 394681978 RY            | 2. rujna 1978.      |
| 394691978 RG            | 2. rujna 1978.      |
| 394781980 FR            | 16. ožujka 1980.    |
| 424641978 RQ            | 2. rujna 1978.      |
| 424681979 QY            | 22. kolovoza 1979.  |
| 437251978 RK            | 2. rujna 1978.      |
| 465241979 QH            | 22. kolovoza 1979.  |
| 522401980 FQ            | 16. ožujka 1980.    |
| 580991978 RB            | 2. rujna 1978.      |
| 581081979 QE            | 22. kolovoza 1979.  |
| 736421978 RV            | 2. rujna 1978.      |
| 851351979 QN            | 22. kolovoza 1979.  |
| 851361979 QX            | 22. kolovoza 1979.  |
| 963031996 UM            | 17. listopada 1996. |
| (137052) Tjelvar        | 11. studenoga 1998. |
| 1. 1 s Hansom Rickmanom |                     |

## Vanjske poveznice
- Normativni nadzor: VIAF ISNI BNF (podatci) IDREF Kongresna knjižnica KB-NBN Libris Norv. knjižnička baza WorldCat
- (eng.) Sveučilište u Harvardu Abecedni popis otkrivatelja asteroida, u izdanju Minor Planet Centera